# Обкуренная молодёжь
«Обкуренная молодёжь» (англ. The Stöned Age, также известен как англ. Tack's Chicks) — американский комедийный фильм режиссёра Джеймса Мелконяна.

## Сюжет
Джо и Хабс — типичные туповатые американские подростки-рокеры. Они бесцельно гоняют на своей машине «Голубая Торпеда» по ночному Торранс бич, пока на пути не встречают своего приятеля Тэка, который предлагает им поехать к двум «отвязным приезжим тёлкам, которые живут возле дома Фрэнка Авалона». Несмотря на возражения вдумчивого и в душе скромного Джо, Хабс «кидает» Тэка, и парочка отправляется на встречу своей судьбе. Все события происходят на протяжении одной ночи.

## В ролях
- Майкл Копелов — Джо Коннолли
- Брэдфорд Татум — Майкл Хаббс
- Хина Кантнер — Джилл Ваджакавакавиц
- Рене Гриффин — Лэни
- Клифтон Коллинз-младший — Тэк
- Кевин Килнер — офицер Дин
- Дэвид Гро — папа
- Майкл Уайзмен — брат Крампа
- Тейлор Негрон — клерк
- Джейк Бьюзи — Джимми Малдун
- Фрэнки Авалон — играет себя

## Интересные факты
Красной линией через весь сюжет проходит песня группы «Blue Öyster Cult» — «(Don’t Fear) The Reaper».
В фильме присутствует загадочный напиток «1-51» который является ромом с крепостью 151 proof что соответствует 75.5 градусам.